# Castle Wolfenstein
Castle Wolfenstein är ett videospel från 1981. Det skapades av Muse Software och spelades på Apple II. Det utspelar sig under andra världskriget och spelaren skall hitta och stjäla krigsplaner från nazisterna.
I juni 1982 hade spelet sålt i 20 000 exemplar. Det har fått en rad uppföljare i Wolfensteinserien.